# Бахмутский район
Бахму́тский райо́н (укр. Бахмутський район) — одна из административно-территориальных единиц в составе Донецкой области Украины.
Район расположен на северо-востоке области. Центр — город Бахмут.

## История
10 сентября 1959 года к Артёмовскому району был присоединён Ямский район.
11 декабря 2014 года из-за разрыва административных связей в районе в связи с вооружённым конфликтом в Донбассе Постановлением Верховной Рады от 11 декабря 2014 года № 31-VIII «Про зміни в адміністративно-територіальному устрої Донецької області, зміну і встановлення меж Артемівського району Донецької області» из состава Енакиевского горсовета в состав Артёмовского района Донецкой области выведено 1 городской совет и 2 поселковые советы общей площадью 17297 га:
- Углегорский городской совет (площадь — 8533 га), в том числе город Углегорск, посёлки Булавино, Грозное, Каютино, Красный Пахарь, Савелевка;
- Булавинский поселковый совет (площадь — 729 га), в том числе посёлки городского типа Булавинское, Александровское, Оленовка, Прибрежное;
- Ольховатский поселковый совет (площадь — 8035 га), в том числе посёлок городского типа Ольховатка, село Весёлая Долина, посёлки Данилово, Ильинка, Редкодуб, Каменка.

18 февраля 2016 года Артёмовский район был переименован в Бахмутский согласно постановлению Верховной Рады Украины № 984-VIII от 4 февраля 2016 года.
17 июля 2020 года в результате административно-территориальной реформы район был укрупнён, в его состав вошли территории:
- Бахмутского района,
- а также городов областного значения Бахмут и Торецк.

Состав райсовета, избранного в 2020: СН — 10, ОПЗЖ — 17, За будущее — 3, Порядок — 6.

## Население
Численность населения района в укрупнённых границах — 286,5 тыс. человек.
Численность населения района в границах до 17 июля 2020 года — 105 040 человек, из них городского населения — 75 749 человек, сельского — 29 291 человек.
Данные переписи населения 2001 года (в старых границах):
| N | Национальность | Количество | Уд. вес (%) |
| - | -------------- | ---------- | ----------- |
| 1 | Украинцы       | 42548      | 78.70       |
| 2 | Русские        | 9930       | 18.37       |
| 3 | Белорусы       | 376        | 0,70        |
| 4 | Турки          | 304        | 0,56        |
| 5 | Армяне         | 110        | 0,20        |
|   | Всего          | 54065      | 100,00      |

## Административное устройство
Район в укрупнённых границах с 17 июля 2020 года делится на 7 территориальных общин (громад), в том числе 6 городских и 1 сельскую общину (в скобках — их административные центры):
- Городские:
  - Бахмутская городская община (город Бахмут),
  - Светлодарская городская община (город Светлодарск),
  - Северская городская община (город Северск),
  - Соледарская городская община (город Соледар),
  - Торецкая городская община (город Торецк),
  - Часовоярская городская община (город Часов Яр);
- Сельские:
  - Звановская сельская община (село Звановка).

ЦИК Украины в августе 2020 года отменила назначенные на 25 октября 2020 года выборы в двух новообразованных территориальных общинах Бахмутского района Донецкой области, подконтрольных Украине, сославшись на небезопасность прифронтовой зоны, в частности, в Светлодарской и Торецкой общинах.

### История деления района
С 11 декабря 2014 года в составе 2 городских (Северск и Углегорск), 3 поселковых и 24 сельских совета, всего 120 населённых пункта.
- Северский городской совет: г. Северск
- Соледарский городской совет: г. Соледар
- Углегорский городской совет: г. Углегорск, пос. Булавино, пос. Грозное, пос. Каютино, пос. Красный Пахарь, пос. Савелевка
- Булавинский поселковый совет: пгт Булавинское, пгт Александровское, пгт Оленовка, пгт Прибрежное
- Луганский поселковый совет: пгт Луганское, с. Воздвиженка, с. Криничное, с. Лозовое, с. Мироновка, с. Рассадки, пос. Роты
- Ольховатский поселковый совет: пгт Ольховатка, с. Весёлая Долина, пос. Данилово, пос. Ильинка, пос. Редкодуб, пос. Каменка
- Бахмутский сельский совет: с. Бахмутское, пос. Подгородное
- Берестовский сельский совет: с. Берестовое, пос. Выемка, пос. Нагорное, пос. Спорное
- Васюковский сельский совет: с. Васюковка, с. Бондарное, с. Пазено, с. Сакко и Ванцетти, с. Фёдоровка, с. Хромовка
- Верхнекаменский сельский совет: с. Верхнекаменское, с. Ивано-Дарьевка, с. Новосёловка
- Владимирский сельский совет: пос. Владимировка, с. Пилипчатино, пос. Стряповка, с. Триполье
- Дроновский сельский совет: с. Дроновка, с. Платоновка
- Зайцевский сельский совет: с. Зайцево, с. Вершина, с. Весёлая Долина
- Звановский сельский совет: с. Звановка, с. Кузьминовка, с. Переездное
- Калининский сельский совет: пос. Калиновка, с. Богдановка, с. Григоровка
- Клиновский сельский совет: с. Клиновое, с. Видродження, с. Медная Руда
- Кодемский сельский совет: с. Кодема, с. Дача, с. Николаевка, с. Николаевка Вторая, с. Отрадовка
- Коммуновский сельский совет: с. Коммуна, с. Калиновка, с. Логвиново
- Красненский сельский совет: с. Ивановское, с. Андреевка, пос. Хромово, с. Берховка, с. Клещиевка
- Миньковский сельский совет: с. Миньковка, с. Голубовка, с. Дубово-Василевка, с. Орехово-Василевка, с. Приволье
- Никифоровский сельский совет: с. Никифоровка, с. Диброва, с. Липовка, с. Фёдоровка Вторая
- Новогригоровский сельский совет: с. Новогригоровка, с. Нижнее Лозовое, с. Санжаровка
- Новолуганский сельский совет: пос. Новолуганское, пос. Доломитное, с. Семигорье, пос. Травневое
- Опытнянский сельский совет: пос. Опытное, пос. Зеленополье, с. Иванград, пос. Ягодное
- Парасковиевский сельский совет: с. Парасковиевка, с. Благодатное, с. Зализнянское
- Покровский сельский совет: с. Покровское, с. Новая Каменка
- Раздоловский сельский совет: с. Раздоловка, с. Краснополевка, с. Николаевка
- Резниковский сельский совет: с. Резниковка, с. Свято-Покровское
- Серебрянский сельский совет: с. Серебрянка, с. Григоровка
- Яковлевский сельский совет: с. Яковлевка, с. Белогоровка, с. Василевка, с. Весёлое, с. Липовое

## Экономика
Добыча каменного угля (город Углегорск), поваренной соли, гипса, доломита, песчаников. Северский доломитный завод, кирпичный цех Донецкого комбината «Стройдеталь». «Сельхозтехника». Музей В. Н. Сосюры. 21 колхоз (в том числе «Жовтень» и имени Калинина в пгт Луганское, здесь и далее — без учёта Углегорска, Булавинского, Ольховатки), 14 совхозов (в том числе «Ямский» в Северске), племенное свиноводческое хозяйство «Племзавод имени Калинина», 4 промышленных предприятий, 63 медучреждения, 28 ОШ, 25 детских дошкольных учреждений, 34 клубных и 33 библиотечных учреждений, 6 начальных специализированных учебных учреждений искусств.

## Транспорт
Через район проходят автодороги:
- М-03 Киев — Харьков — Должанское (на Ростов-на-Дону)
- М-04 Знаменка — Луганск — Изварино

## Достопримечательности
Охраняемые природные территории:
- Артёмовские садово-дендрологические насаждения
- Ковыльники у села Григорьевка
- Палимбия
- Намеловая растительность у села Кирово
- Ландышевая дубрава
- Степь у села Платоновка
- Марьина гора
- Риф, обнажение известняка у села Покровское
- Редкодубье
- Обнажение авиловской свиты у села Скелевое
- Степь Отрадовская
- Пещера Трипольская
- Ступки-Голубовские

Археологические объекты:
- Медные рудники Бахмутской котловины